# Salix hylematica
Espèce
Salix hylematica est une espèce de de plantes à fleurs de la famille des Salicaceae. C'est un saule originaire de l'Himalaya, proposé comme plante ornementale en jardinerie.

## Synonymie et variétés
- Salix fruticulosa Andersson, J. Linn. (1860).

L'espèce ressemble beaucoup à S. lindleyana et à S. serpyllum, des espèces très parentes, voire synonymes avec S. fruticulosa. Ces trois espèces se ressemblent au niveau du feuillage et de leur habitat mais diffèrent sensiblement par la taille et la position de leurs chatons : S. lindleyana étant presque globuleux, n'ayant que quelques fleurs (souvent moins de cinq) tandis que les chatons des autres espèces sont cylindriques, avec jusqu'à vingt fleurs, le chaton femelle s'allongeant considérablement à maturité. Un Award of Merit a été décerné à S. hylematica en 1982. Cette plante était vraisemblablement S. serpyllum ou S. fruticulosa.

## Description
Salix hylematica, un saule rampant alpin, se développe dans les rocailles et sa couleur vire souvent au rouge à l'automne. Cet arbuste ne peut atteindre qu'une hauteur de 2 à 4 centimètres. Les feuilles sont brillantes, vertes et couvertes de duvet sur la face inférieure. Curieusement, lorsqu'elles changent de couleur, du vert au jaune et au rouge, elles émettent une odeur de miel. À la sortie de l'hiver, une quantité de branchettes semblent mortes mais se couvrent à la saison suivante de bourgeons rougeâtres. L'espèce se développe en haute montagne, entre 3 000 et 4 000 m, en sol humide mais bien drainé.